# Pinkawillinie Conservation Park
Pinkawillinie Conservation Park är en park i Australien. Den ligger i delstaten South Australia, omkring 330 kilometer nordväst om delstatshuvudstaden Adelaide. Pinkawillinie Conservation Park ligger 165 meter över havet.
Trakten runt Pinkawillinie Conservation Park är nära nog obefolkad, med mindre än två invånare per kvadratkilometer.. Det finns inga samhällen i närheten.
Omgivningarna runt Pinkawillinie Conservation Park är i huvudsak ett öppet busklandskap. Genomsnittlig årsnederbörd är 432 millimeter. Den regnigaste månaden är juni, med i genomsnitt 81 mm nederbörd, och den torraste är oktober, med 9 mm nederbörd.